# Wereldkampioenschappen turnen 2013
De wereldkampioenschappen turnen 2013 werden van 30 september tot en met 6 oktober 2013 gehouden in het Sportpaleis in Antwerpen, België.

## Medailles

### Mannen
| Onderdeel       | Goud | Goud            | Zilver          | Zilver             | Brons           | Brons            |
| --------------- | ---- | --------------- | --------------- | ------------------ | --------------- | ---------------- |
| Meerkamp        | JPN  | Kohei Uchimura  | JPN             | Ryōhei Katō        | GER             | Fabian Hambüchen |
| Brug            | JPN  | Kohei Uchimura  | Niet uitgereikt | Niet uitgereikt    | USA             | John Orozco      |
| Brug            | CHN  | Lin Chaopan     | Niet uitgereikt | Niet uitgereikt    | USA             | John Orozco      |
| Paard (voltige) | JPN  | Kohei Kameyama  | GBR             | Max Whitlock       | Niet uitgereikt | Niet uitgereikt  |
| Paard (voltige) | JPN  | Kohei Kameyama  | MEX             | Daniel Corral      | Niet uitgereikt | Niet uitgereikt  |
| Rekstok         | NED  | Epke Zonderland | GER             | Fabian Hambüchen   | JPN             | Kohei Uchimura   |
| Ringen          | BRA  | Arthur Zanetti  | RUS             | Aleksandr Balandin | USA             | Brandon Wynn     |
| Sprong          | KOR  | Yang Hak-seon   | USA             | Steven Legendre    | GBR             | Kristian Thomas  |
| Vloer           | JPN  | Kenzō Shirai    | USA             | Jacob Dalton       | JPN             | Kohei Uchimura   |

### Vrouwen
| Onderdeel     | Goud | Goud            | Zilver | Zilver          | Brons | Brons           |
| ------------- | ---- | --------------- | ------ | --------------- | ----- | --------------- |
| Meerkamp      | USA  | Simone Biles    | USA    | Kyla Ross       | RUS   | Alja Moestafina |
| Balk          | RUS  | Alja Moestafina | USA    | Kyla Ross       | USA   | Simone Biles    |
| Brug ongelijk | CHN  | Huang Huidan    | USA    | Kyla Ross       | RUS   | Alja Moestafina |
| Sprong        | USA  | McKayla Maroney | USA    | Simone Biles    | PRK   | Hong Un-jong    |
| Vloer         | USA  | Simone Biles    | ITA    | Vanessa Ferrari | ROU   | Larisa Iordache |

### Medaillespiegel
| Plaats | Land                | Goud | Zilver | Brons | Totaal |
| 1      | Japan               | 4    | 1      | 2     | 7      |
| 2      | Verenigde Staten    | 3    | 6      | 3     | 12     |
| 3      | China               | 2    | 0      | 0     | 2      |
| 4      | Rusland             | 1    | 1      | 2     | 4      |
| 5      | Brazilië            | 1    | 0      | 0     | 1      |
| 5      | Nederland           | 1    | 0      | 0     | 1      |
| 5      | Zuid-Korea          | 1    | 0      | 0     | 1      |
| 8      | Duitsland           | 0    | 1      | 1     | 2      |
| 8      | Verenigd Koninkrijk | 0    | 1      | 1     | 2      |
| 10     | Italië              | 0    | 1      | 0     | 1      |
| 10     | Mexico              | 0    | 1      | 0     | 1      |
| 12     | Noord-Korea         | 0    | 0      | 1     | 1      |
| 12     | Roemenië            | 0    | 0      | 1     | 1      |
| Totaal | Totaal              | 13   | 12     | 11    | 36     |